# Teodória
Teodória (em latim: Theodorias; em grego: Θεοδωριάς) foi uma província do Império Bizantino criada em 528 pelo imperador Justiniano (r. 527–565) e batizada em homenagem à sua esposa, Teodora. Seu território abrangia uma pequena faixa costeira separada da Síria Prima e da Síria Secunda.

## História
Ela permaneceu como parte da Diocese do Oriente da Prefeitura pretoriana do Oriente e sua capital era Laodiceia na Síria, com outros centros importantes em Paltos (Arab al-Mulk), Balaneia/Valânia (Balaneae; Banias) e Jabala (Jablé). Eclesiasticamente, estas cidades mantiveram suas subordinações aos bispos metropolitanos da Síria Prima e Secunda A Teodória sobreviveu até a conquista muçulmana da Síria na década de 630.

## Governadores
- Lista de governadores da Síria romana